# Serge Patrice Thibodeau
Pour les articles homonymes, voir Thibodeau.
Serge Patrice Thibodeau est un poète et essayiste acadien né le 11 août 1959 à Rivière-Verte, au Nouveau-Brunswick, au Canada.

## Biographie

### Études
Serge Patrice Thibodeau naît le 11 août 1959 à Rivière-Verte, au Nord-Ouest du Nouveau-Brunswick. Il participe au programme éducatif international Jeunesse Canada Monde et passe trois mois en Côte d'Ivoire. Il étudie les sciences humaines à l'Université de Moncton, campus d'Edmundston, au Nouveau-Brunswick, de 1977 à 1978. Il étudie ensuite la littérature québécoise à l'Université Laval, à Québec, jusqu'en 1981. Il suit des cours d'allemand à l'Institut Goethe de 1988 à 1993. Il étudie la religiologie à l'Université du Québec à Montréal et il y termine sa scolarité de maîtrise en études littéraires en 1996.

### Carrière
De 1988 à 2008, il occupe différents postes dans le domaine hôtelier, est recherchiste pour la Société Radio-Canada et est correcteur rédacteur pour diverses maisons d'édition. Il est bénévole d'Amnistie internationale de 1993 à 2000, où il coordonne les dossiers liés à Israël, au Liban, à la Palestine et à la Syrie, quelques-uns des pays qu'il visite dans le cadre de ses activités. Il retourne vivre à Moncton en 2005 et prend la direction littéraire des Éditions Perce-Neige ; il en est le directeur général de 2005 à 2023.
La septième chute (1990), pour lequel il obtient le prix France-Acadie, s'inspire de ses voyages dans des pays en guerre ou des pays communistes. Il poursuit une démarche spirituelle d'un recueil à l'autre et en arrive au constat que l'Homme est seul face à lui-même, et toujours en mouvement. Son écriture est également marquée par l'errance du peuple acadien, thème qui revient dans ses recueils de poèmes La septième chute (1990), Le cycle de Prague (1992) et Le Quatuor de l'errance (1995). Ces deux derniers recueils sont les plus connus de l'écrivain.
À partir des années 1990, il est militant pour les droits de la personne et est porte-parole pour Amnistie internationale. Il a travaillé à l"abolition de la torture avec l'équipe canadienne francophone puis, de 2000 à 2001, il a formé des militants pour la troisième Campagne mondiale d'AI contre la torture.  
C'est la vie amoureuse de l'auteur qui lui inspire ses recueils de poésie Le Passage des glaces (1992) et Lamento (1992). Il affiche avec originalité la structure formelle de son écriture à partir de son recueil Le Cycle de Prague, aussi publié en 1992. Il est lauréat du prix de poésie Émile-Nelligan pour ce texte. Il publie également, en 1995, Nous, étrangers, un recueil de poèmes dont le titre fait référence à l'Acadie, sans cesse appelée à réaffirmer son identité. 
En 1997, il participe au moyen-métrage Désir et l'argile de Baz Shamoun, une immersion dans une quête spirituelle où le personnage part à la recherche de la vérité, dans lequel il prête sa voix pour la narration. 
Deux ans plus tard, en 1999, il publie un essai militant à propos de la torture, intitulé La Disgrâce de l'humanité. Ses voyages inspirent plusieurs autres de ses textes dont Lieux cachés (2005), un recueil de ses récits de voyages réalisés entre 1997 et 2004 qui retracent les lieux habités par sa lignée paternelle. Ses récits vont voyager au Brésil, aux Pays-Bas, en Tchécoslovaquie, au Liban, en France, au Canada et dans d'autres pays.
Son retour en Acadie cause un changement dans son écriture, qui devient plus intime, notamment avec Le Roseau et Seuils, publiés respectivement en 2000 et 2002. Le voyage, marquant son œuvre, devient intérieur dans Seul on est pour lequel il obtient le prix du Gouverneur général en 2007. Le voyage reste toutefois fondé sur un lieu, Moncton dans ce cas.
Serge Patrice Thibodeau explore différentes formes d'écritures dont les versets, dans Le Quatuor de l'errance, en 1995, et s'invente même des formes fixes dans Les Sept dernières paroles de Judas, en 2008. Dans Chemin cassé suivi de Chemin sans fin, publié en 2021, il s'impose une écriture sans "r", consonne caractéristique du parler acadien.  
En 2010, à la demande de deux historiens, il se lance dans la traduction du Journal de John Winslow à Grand-Pré, l'officier chargé de ce qui est devenu le « Grand Dérangement ». Né en Acadie, il est celui qui permettra aux Acadiens de découvrir la personne derrière les actes de la Déportation.  
En 2007, il reçoit le prix d'excellence Pascal-Poirier du Conseil des arts du Nouveau-Brunswick pour l'ensemble de son œuvre. En 2023, l'Université de Moncton lui décerne un doctorat honoris causa en littérature en reconnaissance de sa contribution exceptionnelle à sa profession et à la société.
Il est également membre de l'Union des écrivaines et écrivains québécois. Ses textes ont été traduits dans une vingtaine de langues.

## Œuvres

### Poésie
- La septième chute, Moncton, Éditions d'Acadie, 1990, 181 p.  (ISBN 2760001733)
- Le cycle de Prague, Moncton, Éditions d'Acadie, 1992, 155 p.  (ISBN 2760002187)
- Le passage des glaces, suivi de Lamento, Trois-Rivières, Écrits des Forges, 1992, 99 p.  (ISBN 2890462692)
  - Le passage des glaces, Moncton, Perce-Neige, 1992, 99 p.  (ISBN 2920221280)
- Nous, l'étranger, Trois-Rivières, Écrits des Forges, 1995, 84 p.  (ISBN 2-89046-379-6)
- Le Quatuor de l'errance, suivi de La Traversée du désert, Montréal, L'Hexagone, 1995, 252 p.  (ISBN 2-89006-544-8)
- Dans la cité, suivi de Pacífica, Montréal, L'Hexagone, coll. « Poésie », 1997, 182 p.  (ISBN 2-89006-591-X)
- Nocturnes, Trois-Rivières, Écrits des Forges, 1997, 96 p.  (ISBN 2-89046-429-6)
- Le roseau, Moncton, Perce-Neige, coll. « Poésie », 2000, 83 p.  (ISBN 2-920221-85-X)
- Seuils, Moncton, Perce-Neige, coll. « Poésie », 2002, 137 p.  (ISBN 2-920221-96-5)
- Du haut de mon arbre, Montréal, La Courte échelle, 2002, 40 p.  (ISBN 2-89021-591-1)
- Que repose, Moncton, Éditions Perce-neige, coll. « Poésie », 2004, 111 p.  (ISBN 2-922992-13-6)
- Seul on est, Moncton, Éditions Perce-Neige, coll. « Poésie », 2006, 53 p.  (ISBN 2-922992-33-0)
- Les sept dernières paroles de Judas, Montréal, L'Hexagone, coll. « L'appel des mots », 2008, 78 p.  (ISBN 978-2-89006-802-5)
- Sous la banquise, Montréal, Éditions du Noroît, 2013, 58 p.  (ISBN 978-2-89018-819-8)
- Mondenvers, écrit avec Hugh Hazelton, Trois-Rivières, Écrits des Forges, 2014, 67 p.  (ISBN 2896452656 et 9782896452651)
- L'isle Haute en marge de Grand-Pré, Moncton, Perce-Neige, 2017, 201 p.  (ISBN 9782896910038)
- Chemin cassé, suivi de Chemin sans fin, Moncton, Perce-Neige, 2021, 63 p.  (ISBN 9782896914036 et 289691403X)

### Essais
- L'appel des mots, lecture de Saint-Denys-Garneau, Montréal, L'Hexagone, coll. « Itinéraires », 1993, 238 p.  (ISBN 2-89006-485-9)
- La disgrâce de l'humanité, préface de Pierre Sané, essai sur la torture, Montréal, VLB, coll. « Parti pris actuels », 1999, 194 p.  (ISBN 2-89005-716-X)
- Journal de John Winslow à Grand-Pré, traduction du Journal de John Winslow, Moncton, Perce-Neige, 2010, 312 p.  (ISBN 2922992578)

### Récits
- Lieux cachés, Moncton, Perce-Neige, 2005, 144 p.  (ISBN 2-922992-23-3)
- L'attrait des pôles, Moncton, Perce-Neige, coll. « Prose », 2013, 103 p.  (ISBN 9782896911271 et 2896911278)

### Autres publications
- Le bestiaire de l'assassin, publié à compte d'auteur au Nouveau-Brunswick, Association culturelle du Haut Saint-Jean, 1982, 46 f.
- Avant-propos pour La Mémoire du soleil de Salah el Khalfa Beddiari, Montréal, L'Hexagone, 2000,  (ISBN 2-89006-637-1)
- Présentation pour Poésies complètes de Sylvain Garneau, Montréal, Les Herbes rouges, 2001, 193 p.  (ISBN 2894191820 et 9782894191828)
- Choix des textes et présentation pour L'arbre vaincu, précédé de Un mutilé de la vie, de Eddy Boudreau, Moncton, Perce-Neige, 2003, 89 p.  (ISBN 2922992098 et 9782922992090)
- Anthologie de la poésie acadienne, Moncton, Éditions Perce-Neige, 2009, 296 p.  (ISBN 978-2-922992-49-6)
- Tante Blanche : biographie de Marguerite Blanche Thibodeau (1738-1810), Éditions Perce-Neige, 2014, 63 p.  (ISBN 9782896911363)
- Édition et traduction de La liste de Winslow expliquée de Paul Delaney, Moncton, Perce-Neige, 2020, 494 p.  (ISBN 9782896911622 et 2896911626)

## Prix et honneurs
- 1991 : lauréat du Prix France-Acadie pour La Septième Chute[12]
- 1992 : lauréat du Prix Émile-Nelligan pour Le Cycle de Prague[13]
- 1993 : finaliste pour le Prix du Gouverneur général de poésie pour Le Cycle de Prague[14]
- 1994 : lauréat du Prix Edgar-Lespérance pour L'Appel des mots[15]
- 1996 : lauréat du Grand Prix du Festival international de la poésie pour Le Quatuor de l'errance
- 1996 : lauréat du Grand Prix du Festival international de la poésie pour Nous, l'étranger
- 1996 : lauréat du Prix du Gouverneur général pour Le Quatuor de l'errance suivi de La Traversée du désert[14]
- 2005 : lauréat du Prix Éloizes, catégorie Artiste de l'année en littérature pour Que repose[16]
- 2005 : lauréat du Prix Antonine-Maillet-Acadie Vie pour Que repose[17]
- 2007 : lauréat du Prix du Gouverneur général pour Seul on est[14]
- 2009 : lauréat du prix Chevalier de l'Ordre de la Pléiade, ordre de la Francophonie et du dialogue des cultures[18]